# Käthe Rieken
Käthe Rieken (auch: Käte; geborene Kathinka von Preen) (* 15. Juni 1865 in Schwerin; † 25. Mai 1917) war eine deutsche Archäologin.

## Leben
Sie war die Tochter des Majors Otto von Preen (1837–1917) und dessen Frau Kathinka, geb. von Hennigs (1845–1925). 1895 heiratete sie den Marine-Stabsarzt Hermann Rieken, der als Arzt in Ülsby wirkte. Zusammen mit ihrem Ehemann und in Absprache mit dem Kieler Museum vaterländischer Altertümer nahm sie Ausgrabungen vor. In den Jahresberichten des Kieler Museums wurde jedoch nur Hermann Rieken als Ausgräber genannt. 1900 zog Käthe Rieken wegen einer Krankheit ihres Mannes nach Berlin-Wilmersdorf.
1902 folgte der Umzug nach Cottbus. Hier arbeitete Rieken ohne akademische Ausbildung und offensichtlich als Autodidaktin für das Museum der Niederlausitzer Gesellschaft für Anthropologie und Altertumskunde. Ihre Arbeit wurde vom Vorsitzenden der Niederlausitzer Gesellschaft Hugo Jentsch gefördert. Sie ordnete des Museum neu und nahm an Ausgrabungen in Cottbus und Umgebung teil. Die Ergebnisse einer Grabung von 1904 wurden von ihr 1906 publiziert. Von 1905 bis 1909 leitete sie die Ausgrabung eines Gräberfeldes bei Klein-Gaglow. Nach der Aufdeckung der Flächen durch Arbeiter putzte sie sämtliche 240 Grabstellen selbst heraus und dokumentierte die Funde in Zeichnungen und Fotografien, wobei sie nach dem erst 1903 von Oscar Montelius vorgestellten neuen Prinzip des geschlossenen Fundes vorging. 1907 wurde Rieken zur geschäftsführenden Leiterin der Sammlung des Museums der Niederlausitzer Gesellschaft für Anthropologie und Altertumskunde berufen und gehörte in dieser Funktion auch dem Museums-Verwaltungsausschuss an.

## Schriften
- Ausgrabung auf dem Urnenfelde bei Tauer i. J. 1904. In: Niederlausitzer Mitteilungen. Bd. 9 (1906), Heft 7/8, S. 390–400.
- Die Dreigräben bei Wendisch-Buchholz. In: Niederlausitzer Mitteilungen. Bd. 10 (1907/08), S. 367f.
- Drei Holzbrandplätze mit Steinkern aus der Bronzezeit: Aus der städtischen Abteilung des Niederlausitzer Museums für Altertumskunde in Kottbus. N.L. In: Mannus. Bd. 1 (1909), S. 211–224.